# Lugogo Stadium
El Lugogo Stadium, también conocido como Lugogo Cricket Oval, es un estadio deportivo utilizado principalmente para el críquet y ubicado en Kampala, Uganda.

## Historia
Fue construido en 1957 y cuenta con un césped de primera clase. Su capacidad es variable, yendo de los 5000 espectadores para partidos de críquet hasta los 20000 para conciertos.
Ha sido utilizado para torneos internacionales de críquet y por la selección de fútbol en la clasificación de CAF para la Copa Mundial de Fútbol de 1986. Actualmente lo utiliza el KCCA FC de la Superliga de Uganda.